# NGC 7316
NGC 7316 est une galaxie spirale située dans la constellation de Pégase. Sa vitesse par rapport au fond diffus cosmologique est de 5 198 ± 25 km/s, ce qui correspond à une distance de Hubble de 76,7 ± 5,4 Mpc (∼250 millions d'al). NGC 7316 a été découverte par l'astronome germano-britannique William Herschel en 1784.
NGC 7316 présente une large raie HI et est une galaxie à sursauts de formation d'étoiles,. Selon la base de données Simbad, NGC 7316 est une galaxie candidate au titre de galaxie active.
La base de données NASA/IPAC indique que NGC 7316 est une galaxie du champ, c'est-à-dire qu'elle n'appartient pas à un amas ou un groupe et qu'elle est donc gravitationnellement isolée. Cependant, la base de données se contredit en indiquant aussi que la galaxie est le membre le plus brillant du groupe de galaxies [GH83] 162. Selon M. J. Geller et J. P. Huchra, ce groupe se compose de trois galaxies, soit NGC 7316, NGC 7321 et NGC 7323.
Dans le ciel terrestre, NGC 7316 se situe près de SAO 90628, une étoile de magnitude ~8,.
NGC 7316 figure dans le catalogue de Markarian sous la cote Mrk 307 (MK 307).
À ce jour, trois mesures non basées sur le décalage vers le rouge (redshift) donnent une distance de 65,267 ± 2,065 Mpc (∼213 millions d'al), ce qui est à l'extérieur des valeurs de la distance de Hubble.

## Supernova
Deux supernovas ont été observées dans NGC 7316 : SN 2006cx et SN 2016hvu.

### SN 2006cx
Cette supernova a été découverte le 8 juin 2006 par R. R. Prasad et W. Li dans le cadre du programme LOSS (Lick Observatory Supernova Search) de l'observatoire Lick. D'une magnitude apparente de 17,4 au moment de sa découverte, elle était de type II.

### SN 2016hvu
Cette supernova a été découverte le 6 novembre 2016 par Mirco Villi dans le cadre du programme CRTS (Catalina Real-Time Transient Survey) de l'institut Caltech. D'une magnitude apparente de 17,6 au moment de sa découverte, elle était de type IIP.